# 南加镇
南加镇，是中华人民共和国贵州省黔东南苗族侗族自治州剑河县下辖的一个乡镇级行政单位。

## 行政区划
南加镇下辖以下地区：
南加街上社区、南加街上村、青龙村、东北村、竹林村、九旁村、新柳村、柳基村、新台村、芳武村、新寨村、高尖村、汪泽村、党古村、展牙村、联明村、合心村、塘流村、塘化村、九依村、九啊村、堡上村、里合村、南孟村、培荣村、天培村、塘边村、方家村、基立村、康中村和格里村。

## 中国传统村落
2013年8月，塘边村被评为第二批中国传统村落。